# یوسف بنعلی
یوسف بنعلی (انگلیسی: Youssef Benali؛ زادهٔ ۴ فوریهٔ ۱۹۹۵) بازیکن فوتبال اهل فرانسه است.
از باشگاه‌هایی که در آن بازی کرده‌است می‌توان به باشگاه فوتبال تولوز اشاره کرد.